# Pandemia de COVID-19 en Libia
La pandemia de COVID-19 en Libia comenzó en el país el 24 de marzo de 2020, cuando el primer caso fue confirmado en Trípoli. 
Libia es especialmente vulnerable a la pandemia debido a los efectos de la segunda guerra civil libia, la cual ha causado una precaria situación humanitaria y la destrucción del sistema de salud en el país.
Hasta el 11 de junio de 2022, se contabiliza la cifra de 502,040 casos confirmados, 6,430 fallecidos y 490,973 recuperados del virus.

## Antecedentes
El 12 de enero de 2020, la Organización Mundial de la Salud (OMS) confirmó que un nuevo coronavirus fue la causa de una enfermedad respiratoria en un grupo de personas en la ciudad de Wuhan, provincia de Hubei, China, que se informó a la OMS el 31 de diciembre de 2019. La tasa de letalidad por COVID-19 ha sido mucho más baja que el SARS de 2003, pero la transmisión ha sido significativamente mayor, con un número total de muertes significativas.